# Band (Mureș)
Band (in ungherese Mezőbánd, in tedesco Bandorf) è un comune della Romania di 6532 abitanti, ubicato nel distretto di Mureș, nella regione storica della Transilvania. 
Il comune è formato dall'unione di 12 villaggi: Band, Drăculea Bandului, Fânațe, Fânațele Mădărașului, Iștan-Tău, Mărășești, Negrenii de Câmpie, Oroiu, Petea, Țiptelnic, Valea Mare, Valea Rece.